# Mönchsee-Gymnasium Heilbronn
Das Mönchsee-Gymnasium Heilbronn (MSG) ist ein Gymnasium in Heilbronn. Das Gebäude wurde in den frühen 1950er Jahren für die vormalige Mädchenoberschule erbaut und 1953 als Elly-Heuss-Knapp-Gymnasium Heilbronn eröffnet. Nach dem Umzug des Elly-Heuss-Knapp-Gymnasiums in einen Neubau nach Böckingen in den 1970er Jahren wurde das Gebäude für das aus dem Robert-Mayer-Gymnasium ausgegliederte Mönchsee-Gymnasium weiter für den Schulbetrieb genutzt. Das Gymnasium erhielt seinen neuen Namen nach dem früher dort befindlichen Mönchsee. Kürzlich wurde das Schulhaus nach Plänen von Bernd Zimmermann im Stil der Jahrtausendwende modernisiert.

## Beschreibung

### Hauptbau
Der größte Bauteil des mehrgeschossigen Schulgebäudes wurde in den 1950er Jahren als Betonskelettkonstruktion mit Mauerwerksausfachungen nach Plänen der Architektengemeinschaft Alber errichtet. In der Eingangshalle befindet sich ein Wandbrunnen in Steinmosaik von Maria Fitzen-Wohnsiedler mit Tierdarstellungen. Im Flur im 2. Obergeschoss gibt es eine Wandmosaik-Arbeit von Walter Maisak, die eine Weltkarte mit verschiedenen Details zeigt.
Die Holzfenster waren sehr kleinteilig und waren sowohl in der Horizontalen als auch in der Vertikalen axial strukturiert. Bei der Fassadensanierung wurden die kleinteiligen durch großformatige Fenster und die Mauerwerksausfachungen durch eine einheitliche verputzte Fassade ersetzt. Die axiale Struktur, die sowohl vertikal als auch horizontal gegliedert war, wurde von einer axialen Struktur abgelöst, die horizontal ist und die Länge des Gebäudes hervorhebt. Die Fensterelemente sind sehr funktional und erfüllen die Aufgaben der Belichtung, Lüftung und Sonnenschutz. Jedes Fensterelement besteht aus einem Schwingfenster, das sich in einer Metallrahmen-Konstruktion befindet und innenbündig angebracht worden ist. Das Fenster wird nach außen hin, seitlich von einem Holzkasten-Fensterladen flankiert, das außenbündig angebracht worden ist und nach außen hin zu öffnen ist. So ist im Sommer eine Dauerlüftung mit gleichzeitiger Schattenwirkung geleistet. Damit eine optimale Belichtungsfläche gewährleistet ist, ist der Holzkasten-Fensterladen an der Seite und in der Tiefe einer jeden Fensterleibung angebracht und festverglast worden. Oberhalb von jedem Fensterelement befindet sich ein Sonnenschutz und Fallarm-Markisoletten in einer Aussparung, die verputzt worden ist und von jedem Zimmer aus gesondert gesteuert werden kann. So wird die Fassade im Sommer auch von Markisoletten geschmückt.

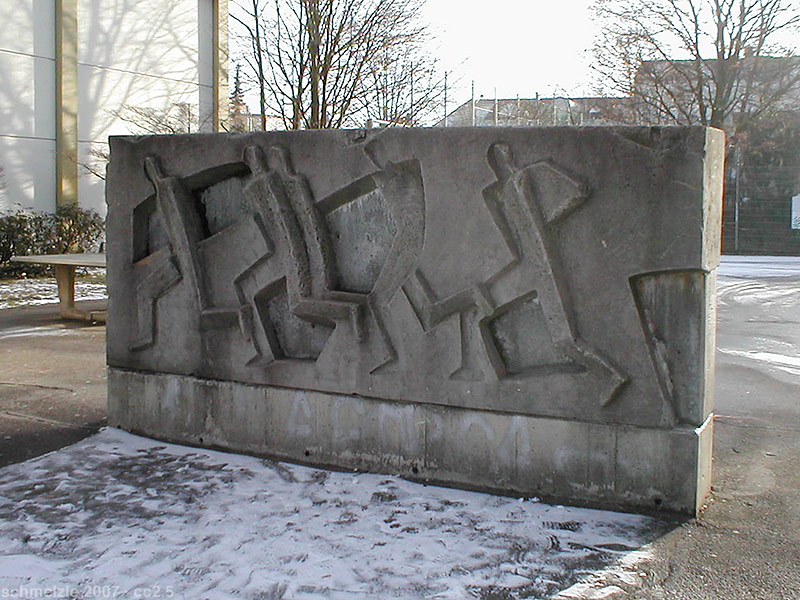
Relief „Läufer“ von Gottfried Gruner

Das Mönchsee-Gymnasium erhielt 2005 die „Auszeichnung Guter Bauten“. Die Jury der Architektenkammer bemerkt zu dem Umbau:

„Die unscheinbare Fassade des Schulhauses ist durch die Renovierung erheblich aufgewertet und zeigt sich jetzt einladend und sympathisch. Die bauphysikalischen Anforderungen sind mit hoher Gestaltungsqualität beispielhaft umgesetzt.“

Im Schulhof befindet sich das Beton-Relief Läufer von Gottfried Gruner, das sich einst an der südlichen Seite der benachbarten Mönchsee-Halle befand. Das Relief wurde vom Künstler zuerst in Styropor als sogenannte Negativform geschnitten und daraufhin 1957 in Beton gegossen. Das Relief zeigt Sportler (Läufer) und nimmt Bezug auf die Funktion der Mönchsee-Halle als Turn- und Sporthalle.

### Mönchsee-Halle

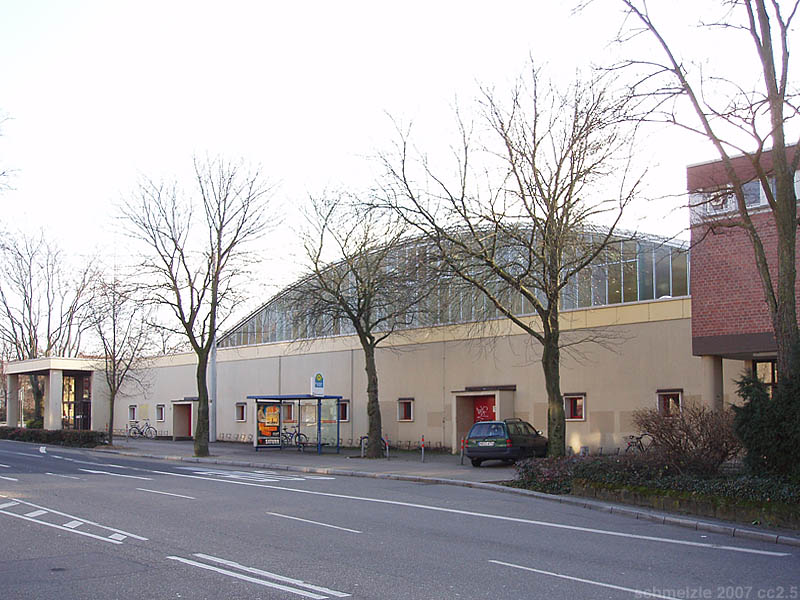
Mönchsee-Halle

Die Mönchsee-Halle befindet sich an der Ecke Oststraße/Karlstraße und wird neben dem Mönchsee-Gymnasium auch von anderen Heilbronner Schulen und Vereinen genutzt. Sie wurde von Heinrich Röhm entworfen. Hennze vergleicht Röhms Mönchsee-Halle mit Eero Saarinens TWA Flight Center in New York-Idlewild, mit der Kongresshalle von Hugh Stubbins in Berlin und der Messehalle Dorton Arena von Matthew Nowicki in Raleigh (North Carolina). Weiterhin hat das Gebäude Ähnlichkeit mit der 1969 abgebrochenen Wagenhalle für die Straßenbahn in Neckargartach. Besonders bemerkenswert sei hierbei die besondere Kurvung der Außenhaut, der maßvolle Einsatz von Glas und die spärliche Verwendung von Pfeilern. Die Gründe hierfür liegen in der Bautechnik. Der Landesgeologe Dr. Wild machte deutlich, dass der zugeschüttete Fischsee des Karmeliterklosters eine Gründung von zwölf Metern hätte, und dies entsprechend lange Pfeiler nötig mache. Röhm selbst wollte einen „Säulenwald“ vermeiden und verwandte Pfeiler mit einer Länge von 12 Meter Tiefe ausschließlich an den schmalen Seiten der Halle. Das Gewölbe formte er dabei als „Fischrücken“. Der Raum, der dabei umschlossen wird, beläuft sich dabei auf 13.890 Kubikmeter und wird in Heilbronn nur noch von der Empfangshalle des Heilbronner Hauptbahnhofs übertroffen, die 16.000 Kubikmeter Raumvolumen hat. Die Größe der Fläche der Halle beträgt 40 × 20 Meter und eignet sich daher gut als Spielfläche.
Die Heilbronner Presse meinte zu der Mönchsee-Halle:

„Die interessante in Heilbronn erstmalige Bogenkonstruktion die der Halle ein ganz eigenes fast sakrales Gesicht gibt ist eine sogenannte Zweigelenkbogenstahlkonstruktion, die die Halle nicht wie üblich in die Breite, sondern in die Länge spannt. Die Spannung der einzelnen Bögen wird durch eine straffe Verbindung der sich gegenüberstehenden Pfeiler unter dem Fußboden erreicht.“

Hennze meinte:

„Mehr drängt sich m. E. der Vergleich mit dem riesigen Wal auf, der ab und an kleine Menschen ausspuckt.“

## Persönlichkeiten

### Bekannte Lehrer
- Margit Fischbach (* 1949), Lehrerin für Latein und Geschichte

### Bekannte Schüler
- Rainer Hinderer (* 1962), Politiker (Abitur 1982)
- Joana Fee Würz (* 1983), Musicaldarstellerin (Abitur 2001)